# Saint-Jean-sur-Erve
Saint-Jean-sur-Erve era una comuna francesa situada en el departamento de Mayenne, de la región de Países del Loira, que el uno de enero de 2017 pasó a ser una comuna delegada de la comuna nueva de Blandouet-Saint-Jean al fusionarse con la comuna de Blandouet.

## Demografía
| Gráfica de evolución demográfica de Saint-Jean-sur-Erve entre 1800 y 2014 |
|                                                                           |

Los datos demográficos contemplados en este gráfico de la comuna de Saint-Jean-sur-Erve se han cogido de 1800 a 1999 de la página francesa EHESS/Cassini, y los demás datos de la página del INSEE.